# Zoo de Hambourg
Pour le zoo existant actuellement à Hambourg, voir Tierpark Hagenbeck.
Le Zoo de Hambourg (en allemand : Zoologischer Garten zu Hamburg) était un parc zoologique allemand situé à Hambourg, en Allemagne, qui a ouvert en 1863 et fermé en 1930. Son aquarium, ouvert en 1864, était parmi les premiers créés au monde.

## Fondation

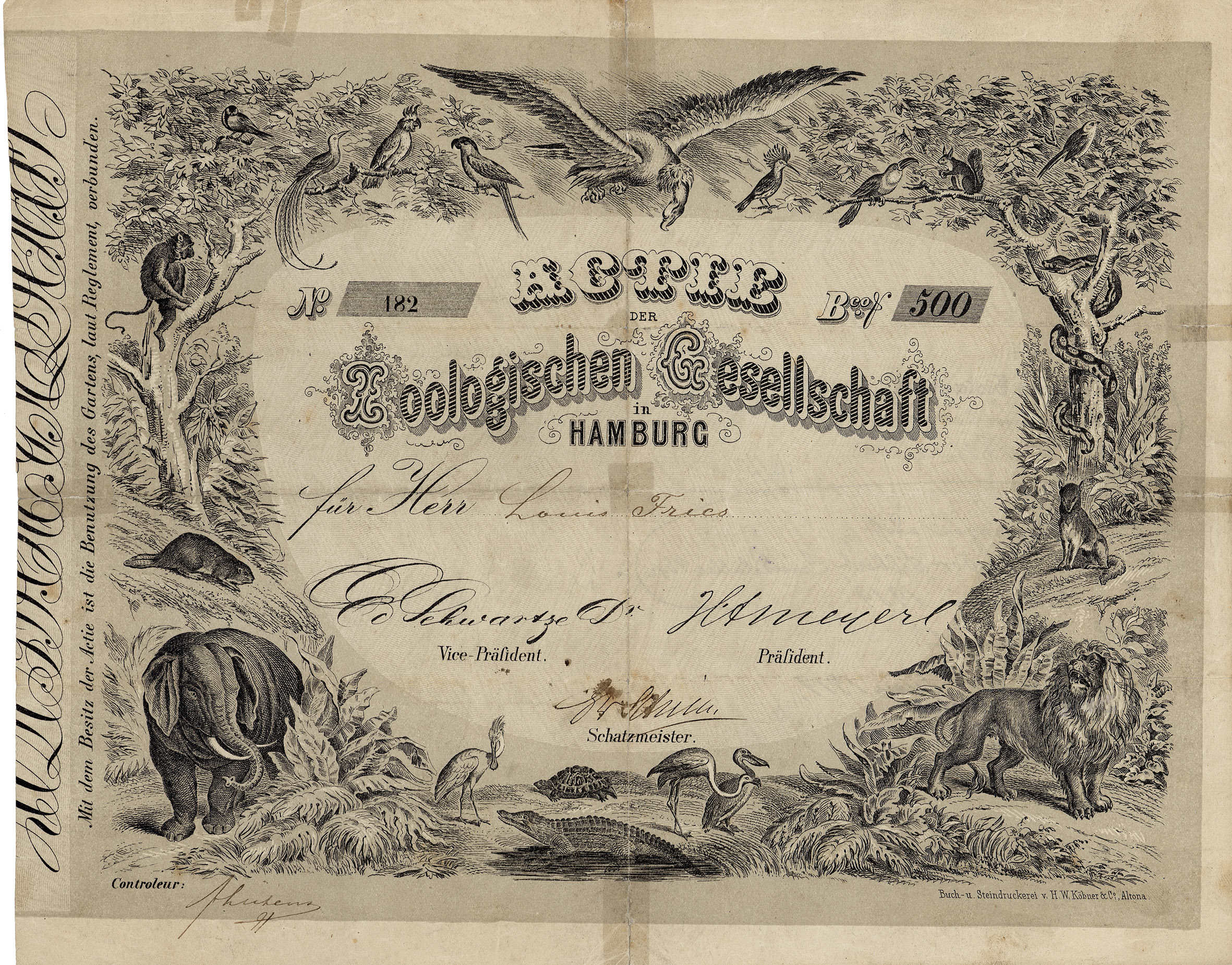
Action du Zoologische Garten de Hamburg du 1er août 1864.

Dans les années 1850, Hambourg était la troisième plus grande ville de la confédération germanique derrière Berlin et Vienne. Le commerce d'animaux sauvages y avait débuté en 1820 et une importante ménagerie y était recensée en 1840. Un riche marchand, Ernst von Merck, membre du Parlement au sein du gouvernement allemand à Francfort-sur-le-Main en 1848 et 1849, crée un collectif en vue de créer un zoo dans la ville. Le 10 juillet 1860, lors d'une réunion de la Société Zoologique de Hambourg, Merck est choisi pour en être le président.
Le zoo de Hambourg est le cinquième parc zoologique d'Allemagne après le zoo de Berlin créé en 1844, le zoo de Francfort en 1858, le zoo de Cologne en 1860 et le zoo de Dresde en 1861.
La société ainsi créée achète 13 hectares de terrain en 1861 à proximité du cimetière municipal. En novembre 1862 le zoo rassemble des fonds supplémentaires pour ouvrir un aquarium. Ce projet passionne tellement que toutes les actions sont vendues en moins de 24 heures.

## Débuts

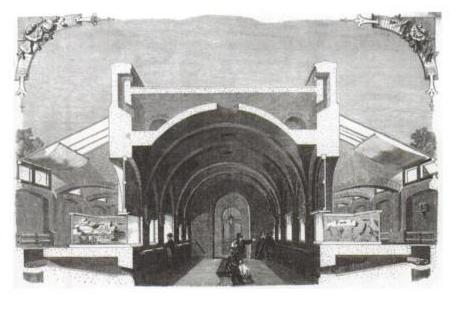
Dessins de 1865 d'une section de l'aquarium du zoo de Hambourg.

Le zoo est assez populaire à son ouverture le 17 juillet 1863. Bien que la population de la ville ne s'élève qu'à 300 000, environ 54 000 personnes visitent le zoo lors du premier week-end après l'ouverture. Durant les dix premières années, le zoo reçoit en moyenne entre 225 000 et 335 000 visiteurs. Son premier directeur, Alfred Edmund Brehm, investit fortement pour acquérir une très importante collection d'animaux, plus grande que celle du zoo de Berlin. Le zoo a par ailleurs une certaine réussite dans la reproduction en captivité, et c'est le premier à faire reproduire le tapir du Brésil en 1868, le tapir de Malaisie en 1879, et le aujourd'hui éteint cerf de Schomburgk en 1870. L'aquarium est également réputé, déclaré supérieur à celui du zoo de Londres par le journal national Die Gartenlaube en 1865. Le premier rhinocéros de Sumatra jamais vu en Europe a été acquis par le zoo de Hambourg en 1868.

## Déclin
En 1907, Hagenbeck ouvre le nouveau Tierpark Hagenbeck. Cette nouvelle installation révolutionne le design dans les parcs zoologiques : plutôt que d'utiliser des cages, les animaux sont séparés du public par des fossés. Le zoo de Hambourg parait alors démodé, et durant ses premières années, le Tierpark attire jusqu'à un million de visiteurs par an, soit le double du zoo de Hambourg.
La Première Guerre mondiale met les deux zoos en difficultés, et bien que le zoo de Hambourg mette en place le plus grand parc de primates au monde en 1915, la plupart des animaux meurent de faim pendant la guerre.
Après la guerre, l'économie allemande s'effondre, et le zoo est incapable de reconstruire sa collection d'animaux. La société est liquidée le 30 décembre 1920 et le zoo ferme le 21 janvier 1921. Un groupe d'investisseur tente de remonter la collection mais la crise de 1929 conduit à la banqueroute du zoo, qui ferme ses portes peu de temps après. Il est reconverti en un jardin public par la ville de Hambourg.